# Condado de Alpena
O Condado de Alpena é um dos 88 condados do estado americano de Michigan. A sede do condado é Alpena, e sua maior cidade é Alpena.
O condado possui uma área de 4 390 km² (dos quais 2 903 km² estão cobertos por água), uma população de 31 314 habitantes, e uma densidade populacional de 21 hab/km² (segundo o censo nacional de 2000). O condado foi fundado em 7 de fevereiro de 1857.